# Dobri Do (Smederevo)
Dobri Do (em cirílico: Добри До) é uma vila da Sérvia localizada no município de Smederevo, pertencente ao distrito de Podunavlje, na região de Podunavlje. A sua população era de 978 habitantes segundo o censo de 2011.

## Demografia
| 1948 | 1953 | 1961 | 1971 | 1981 | 1991 | 2002 | 2011 |
| ---- | ---- | ---- | ---- | ---- | ---- | ---- | ---- |
| 1657 | 1660 | 1593 | 1436 | 1361 | 1274 | 1118 | 978  |